# Telmatoscopus vitiensis
Telmatoscopus vitiensis är en tvåvingeart som beskrevs av Satchell 1950. Telmatoscopus vitiensis ingår i släktet Telmatoscopus och familjen fjärilsmyggor.
Artens utbredningsområde är Fiji. Inga underarter finns listade i Catalogue of Life.